# Condylostylus amoris
Condylostylus amoris är en tvåvingeart som först beskrevs av Walker 1849.  Condylostylus amoris ingår i släktet Condylostylus och familjen styltflugor. Inga underarter finns listade i Catalogue of Life.